# Уберто Пазоліні
Уберто Пазоліні (італ. Uberto Pasolini; нар. 1 травня 1957, Рим, Італія) — італійський кінопродюсер, кінорежисер і колишній інвестиційний банкір. Як продюсер був номінований на кінопремію «Оскар» за найкращий фільм («Чоловічий стриптиз»).

## Біографія
У липні 2016 року входив до складу журі Міжнародного конкурсу на 7-му Одеському міжнародному кінофестивалі.

## Громадська позиція
У 2018 підтримав звернення Європейської кіноакадемії на захист ув'язненого у Росії українського режисера Олега Сенцова

## Фільмографія
- 1986 — Місія (асистент режисера / third assistant director)
- 2008 — Дружбани (режисер, сценарист, продюсер)
- 2012 — Любий друг (продюсер)
- 2013 — Життя / англ. Still Life (режисер, сценарист, продюсер)
- 2020 — англ. Nowhere Special (режисер, сценарист, продюсер)
- 2024 — Повернення / англ. The Return (режисер, сценарист, продюсер) та ін.